# Megalomma miyukiae
Megalomma miyukiae är en ringmaskart som beskrevs av Nishi 1998. Megalomma miyukiae ingår i släktet Megalomma och familjen Sabellidae. Inga underarter finns listade i Catalogue of Life.